# Путь Ленина (Чувашия)
Путь Ле́нина (чув. Путь Ленина) — посёлок в Шумерлинском районе Чувашской Республики, входит в Краснооктябрьское сельское поселение.

## География
Расположен на р. Алгашка, на расстояние в 141 км от Чебоксар, в 31 км от райцентра и ближайшей железнодорожной станции.

## История
Возник в 1930-е г. В XX веке входил в состав: Шумерлинского района(1935—1965, и с 1966 г.) и Шумерлинского горсовета (1965—1966 г.).

## Население
| 2010 | 2012 |
| ---- | ---- |
| 60   | ↘59  |

## Инфраструктура
Функционирует ЗАО «Полянка» (данные 2010 г.).